# Ракі Ауані
Ракі Ауані (араб. راقي العواني, нар. 11 вересня 2004) — туніський футболіст, нападник клубу «Етюаль дю Сахель» та молодіжної збірної Тунісу.
Виступав також за клуб «Етюаль дю Сахель».

## Клубна кар'єра
Народився 11 вересня 2004 року. Вихованець футбольної школи клубу «Етюаль дю Сахель». Дорослу футбольну кар'єру розпочав 2021 року в основній команді того ж клубу, кольори якої захищає й донині.

## Виступи за збірну
З 2022 року залучався до складу молодіжної збірної Тунісу. На молодіжному рівні зіграв у 3 офіційних матчах.